# 齊藤裕太
齊藤 裕太（さいとう ゆうた、1987年9月2日 - ）は、日本の元プロボクサー。神奈川県川崎市出身。第72代日本バンタム級王者。花形ボクシングジム所属。かつては北澤ジムに所属していた。

## 人物
中学校まで野球をしていて、ボクシングを始めるきっかけは辰吉丈一郎の自伝を読んだことから。
日出高校卒業後、ボクシングジムに入門したものの、1年で辞めて22歳で新たなボクシングジムに入門。

## 来歴
2010年10月2日に後楽園ホールで坂井優太とのフライ級4回戦を戦い、1回1分1秒KO勝ちを収めてデビュー戦を白星で飾ったが、3か月後に行われた試合では0-2（38－38、38－39×2）の判定負けでプロ初黒星を喫した。
2012年東日本スーパーフライ級新人王として、西軍代表冨山智也を相手に5回TKO勝ちを収めて全日本新人王とMVPを獲得した。この勝利でJBCの発表した最新ランキングで初めてスーパーフライ級日本ランク入りを果たす。
その後は引き分けを挟んで3連敗となったが2015年6月7日に茅ヶ崎市総合体育館で日本バンタム級7位の中野敬太とバンタム級8回戦を行い、2-1（77-76、78-75、76-77）で判定勝ちを収めて連敗をストップさせた。
2017年8月5日に後楽園ホールで行われた「ダイナミックグローブ」のメインイベントで日本バンタム級王者赤穂亮と日本バンタム級タイトルマッチを行い、5回に赤穂からダウンを奪うも、9回1分13秒TKO負けを喫して日本王座獲得に失敗した。
そして2018年6月22日に日本バンタム級2位の村中優と日本バンタム級王座決定戦を行う予定だったが、村中の減量失敗でタイトルマッチは中止となる。同年9月1日に後楽園ホールで行われた「ダイナミックグローブ」のメインイベントで日本バンタム級3位の菊地栄太と日本バンタム級王座決定戦を行い、2回2分33秒TKO勝ちを収めて日本王座獲得に成功した。
同年12月20日に鈴木悠介と日本バンタム級タイトルマッチを行う予定だったが、斎藤の病気で中止となった。翌2019年4月18日に行われた「DANGAN222」にて日本バンタム級暫定王者の木村隼人と日本バンタム級王座統一戦を行い、5回2分8秒TKO勝ちを収め日本王座初防衛に成功した。
2019年7月27日、後楽園ホールで日本バンタム級1位の鈴木悠介と対戦し、10回0-3（93-97×3）で判定負けを喫し、王座から陥落した。試合後、引退を表明した。

## 獲得タイトル
- 全日本スーパーフライ級新人王
- 第72代日本バンタム級王座（防衛1）

## 戦績
- プロボクシング - 25戦12勝10敗3分（9KO）

| 戦           | 日付           | 勝敗 | 時間    | 内容     | 対戦相手                           | 国籍 | 備考                                       |
| ------------ | -------------- | ---- | ------- | -------- | ---------------------------------- | ---- | ------------------------------------------ |
| 1            | 2010年10月2日  | 勝利 | 1R 1:01 | KO       | 坂井優太（ファイティング原田）     | 日本 | プロデビュー戦                             |
| 2            | 2011年1月31日  | 敗北 | 4R      | 判定0-2  | 小籏智史（レパード玉熊）           | 日本 |                                            |
| 3            | 2011年4月26日  | 勝利 | 2R 2:31 | TKO      | 平安名勝吉（厚木平野）             | 日本 |                                            |
| 4            | 2011年7月29日  | 敗北 | 4R      | 判定0-3  | 喜久里正平（帝拳）                 | 日本 |                                            |
| 5            | 2011年11月13日 | 敗北 | 4R      | 判定0-3  | 黒沢広人（KG大和）                 | 日本 |                                            |
| 6            | 2012年4月8日   | 勝利 | 3R 0:15 | TKO      | 住友将吾（RK蒲田）                 | 日本 |                                            |
| 7            | 2012年6月18日  | 勝利 | 1R 0:45 | TKO      | 佐藤匡 (角海老宝石)                | 日本 | 2012年度東日本スーパーフライ級新人王予選   |
| 8            | 2012年8月7日   | 勝利 | 4R      | 判定3-0  | 小関準（伴流）                     | 日本 | 2012年度東日本スーパーフライ級新人王予選   |
| 9            | 2012年9月27日  | 引分 | 4R      | 判定1-1  | 田之岡条（小熊）                   | 日本 | 2012年度東日本スーパーフライ級新人王予選   |
| 10           | 2012年11月4日  | 勝利 | 1R 1:50 | KO       | 山口祥之（RK蒲田）                 | 日本 | 2012年度東日本スーパーフライ級新人王決勝戦 |
| 11           | 2012年12月16日 | 勝利 | 5R 2:32 | TKO      | 冨山智也（蟹江）                   | 日本 | 2012年度全日本スーパーフライ級新人王決勝戦 |
| 12           | 2013年4月16日  | 敗北 | 8R      | 判定0-2  | 濱田修士（小熊）                   | 日本 |                                            |
| 13           | 2013年8月25日  | 引分 | 8R      | 判定0-1  | 古藤功徳（折尾）                   | 日本 |                                            |
| 14           | 2014年11月28日 | 敗北 | 8R      | 判定0-3  | 中川勇太（角海老宝石）             | 日本 |                                            |
| 15           | 2015年4月5日   | 敗北 | 7R      | 負傷判定 | 奥本貴之（グリーンツダ）           | 日本 |                                            |
| 16           | 2015年6月7日   | 勝利 | 8R      | 判定2-1  | 中野敬太 (KG大和）                 | 日本 |                                            |
| 17           | 2015年9月20日  | 敗北 | 8R      | 判定3-0  | 田中裕士（畑中）                   | 日本 |                                            |
| 18           | 2015年12月27日 | 勝利 | 5R 2:48 | KO       | 高林良幸(RK蒲田)                   | 日本 |                                            |
| 19           | 2016年4月3日   | 勝利 | 6R      | 判定3-0  | コラレス・カワシモ（レイスポーツ） | 日本 |                                            |
| 20           | 2017年1月13日  | 引分 | 8R      | 判定0-1  | 高橋竜也（ヤマグチ土浦）           | 日本 |                                            |
| 21           | 2017年8月5日   | 敗北 | 9R 1:13 | TKO      | 赤穂亮（横浜光）                   | 日本 | 日本バンタム級タイトルマッチ               |
| 22           | 2018年2月26日  | 敗北 | 8R      | 判定0-2  | 岡本ナオヤ（東拳）                 | 日本 |                                            |
| 23           | 2018年9月1日   | 勝利 | 2R 2:33 | TKO      | 菊地永太（真正）                   | 日本 | 日本バンタム級王座決定戦                   |
| 24           | 2019年4月18日  | 勝利 | 5R 2:08 | TKO      | 木村隼人（ワタナベ）               | 日本 | 日本バンタム級王座統一戦 日本王座防衛1     |
| 25           | 2019年7月27日  | 敗北 | 10R     | 判定0-3  | 鈴木悠介（三迫）                   | 日本 | 日本王座陥落                               |
| テンプレート |                |      |         |          |                                    |      |                                            |